# Kürthy Ila

Kürthy Ila Kürthy Ilona (Üllő, ? – ) magyar színésznő.

## Életpályája
Üllői születésű énekesnő, színésznő. Kultúrcsoportban indult a pályája, majd esztrádműsorokban szerepelt többek között a MÁV Szimfonikusokkal. 1958-tól a Ruttkai Ottó vezette kaposvári Csiky Gergely Színház tagja lett.  Operettek, zenés darabok szubrett szerepeiben tűnt ki, de játszott prózai szerepeket is. 1963-tól rövid ideig a Pest Pest Megyei Petőfi Színpad társulatának művésze volt, 1964-től az Állami Déryné Színház szerződtette. 1966-tól énekes előadóművészként lépett fel különböző műsorokban. 1970-es években magyarnóta és cigánydal énekesként Európában és Kanadában vendégszerepelt.

## Színházi szerepeiből
- Johann Strauss: A denevér... Ida
- Johann Strauss: Cigánybáró... Szaffi
- Johann Strauss: Bécsi diákok... Tanácsosné
- Hervé: Nebáncsvirág... Corinna, színésznő
- Victorien Sardou: A szókimondó asszonyság... Elisa hercegnő
- Berté Henrik: Három a kislány... Grisi Lucia, énekesnő
- Leo Lenz: Az alkalmi férj... Helga Holm, filmszínésznő
- Paul Lincke: Luna asszony... Ella
- Siegfried Geyer – Katscher Rudolf: Gyertyafény keringő... Vali
- Carl Millöcker: A koldusdiák... Palmaticza grófnő
- Mikszáth Kálmán – Sárközy István – Semsei Jenő: A szelistyei asszonyok... Mária
- Bródy Sándor: A tanítónő... Hray Ida
- Király Dezső – Vécsey Ernő – Váradi Zsuzsa: Az igazi.... Magda
- Kállai István: Majd a papa... Dizőz
- Szinetár György – Behár György – Szenes Iván: Susmus... Terebes
- Ábrahám Pál: Viktória... Zsuzsi
- Jacobi Viktor Sybill... Sarah; Nagyhercegnő
- Kálmán Imre: Cirkuszhercegnő... Slukkné
- Lehár Ferenc: A mosoly országa.. Hardegg bárónő
- Eisemann Mihály – Baróti Géza – Dalos László: Bástyasétány 77... Bözsi
- Schönthan testvérek – Kellér Dezső – Horváth Jenő – Szenes Iván: A szabin nők elrablása... Róza
- Abai Pál – Horváth Jenő – Dalos László: Szeress belém.... Gitta, Sándor rajongója